# Munida disiunctus
Munida disiunctus is een tienpotigensoort uit de familie van de Munididae. De wetenschappelijke naam van de soort is voor het eerst geldig gepubliceerd in 2011 door Komai.